# Pucará de Copaquilla

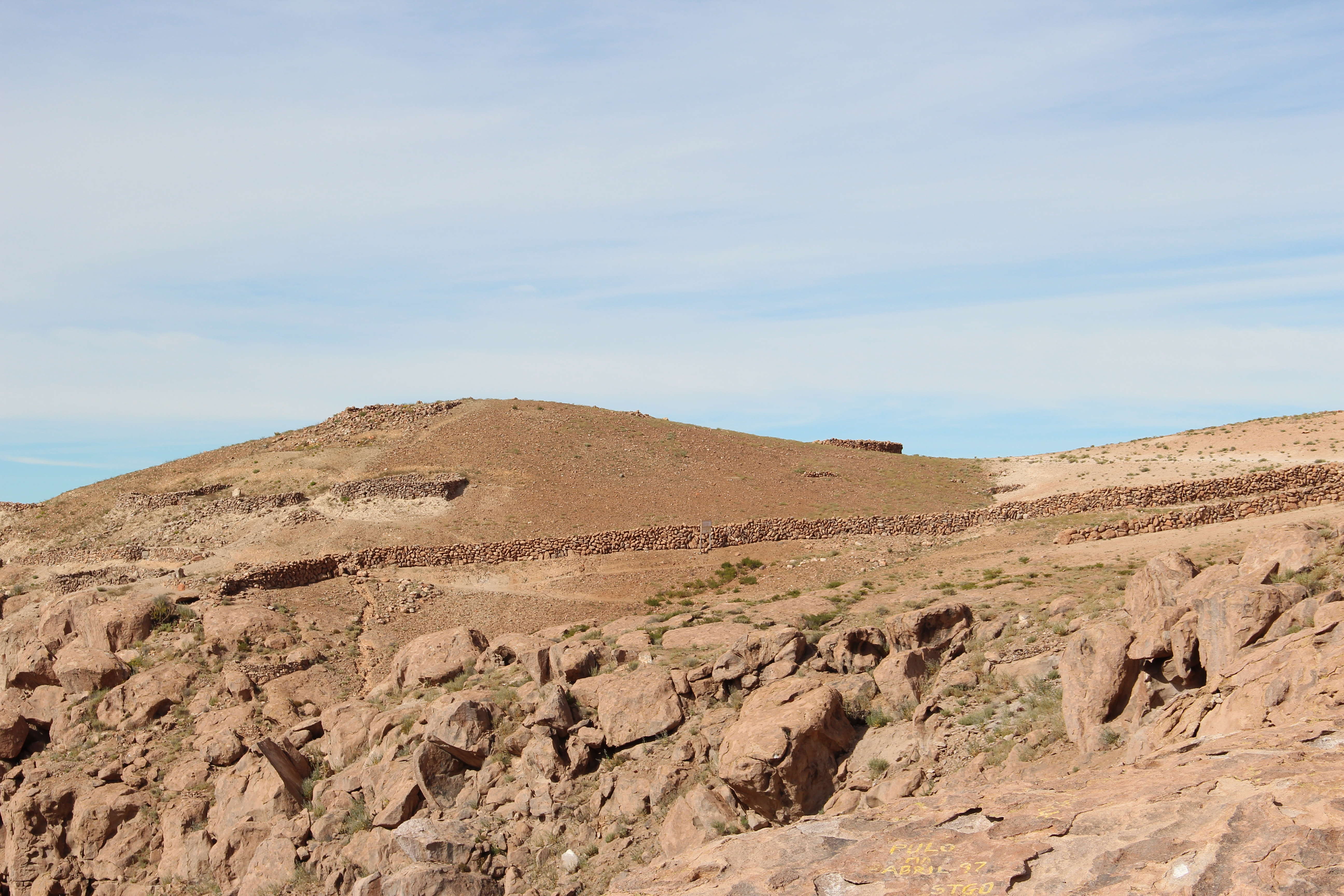
El Pucará de Copaquilla.

El pucará de Copaquilla (del quechua: q'opa killa ‘residuo de luna (debido al color ceniza de su tierra)’)  es una fortaleza prehispánica ubicada en la comuna de Putre, perteneciente a la Región de Arica y Parinacota (Chile).
El complejo arqueológico se encuentra al nororiente de Arica a 3000 m s. n. m., emplazado en una puntilla rodeada de acantilados y defendido por una doble muralla paralela. En su interior tiene unos 400 recintos con muros circulares y piso de piedra, probablemente corrales o parapetos defensivos. Es originario del siglo XII y está declarado Monumento Nacional desde 1983. Fue restaurado por la Universidad de Tarapacá en 1979. Se accede a esta por la Ruta 11-CH, cercano del complejo arqueológico tambo de Zapahuira.